# Makarivka, Kalanceak
Makarivka (în ucraineană Макарівка) este un sat în comuna Cervonîi Ceaban din raionul Kalanceak, regiunea Herson, Ucraina.

## Demografie
Componența lingvistică a localității Makarivka
     Ucraineană (92,76%)
     Rusă (6,86%)
     Alte limbi (0,19%)
Conform recensământului din 2001, majoritatea populației localității Makarivka era vorbitoare de ucraineană (92,76%), existând în minoritate și vorbitori de rusă (6,86%).